# Premi Goya 2012
La cerimonia di premiazione della 26ª edizione dei Premio Goya|Premi Goya si è svolta il 19 febbraio 2012 al Palacio Municipal de Congresos di Madrid.
Le candidature sono state rese note il 10 gennaio 2012.
Il film trionfatore è stato No habrá paz para los malvados, diretto da Enrique Urbizu, vincitore di sei riconoscimenti su quattordici candidature, compresi quelli per miglior film e miglior regista.

## Vincitori e candidati
I vincitori sono indicati in grassetto, a seguire gli altri candidati.

### Miglior film
- No habrá paz para los malvados, regia di Enrique Urbizu
- Blackthorn - La vera storia di Butch Cassidy (Blackthorn), regia di Mateo Gil
- La pelle che abito (La piel que habito), regia di Pedro Almodóvar
- La voz dormida, regia di Benito Zambrano

### Miglior regista
- Enrique Urbizu - No habrá paz para los malvados
- Mateo Gil - Blackthorn - La vera storia di Butch Cassidy (Blackthorn)
- Pedro Almodóvar - La pelle che abito (La piel que habito)
- Benito Zambrano - La voz dormida

### Miglior attore protagonista
- José Coronado - No habrá paz para los malvados
- Daniel Brühl - Eva (Eva)
- Antonio Banderas - La pelle che abito (La piel que habito)
- Luis Tosar - Mientras duermes

### Miglior attrice protagonista
- Elena Anaya - La pelle che abito (La piel que habito)
- Verónica Echegui - Katmandú. Un espejo en el cielo
- Salma Hayek - La chispa de la vida
- Inma Cuesta - La voz dormida

### Miglior attore non protagonista
- Lluís Homar - Eva (Eva)
- Juan Diego - 23-F La Pelicula
- Juanjo Artero - No habrá paz para los malvados
- Raúl Arévalo - Primos

### Migliore attrice non protagonista
- Ana Wagener - La voz dormida
- Maribel Verdú - De tu ventana a la mía
- Pilar López de Ayala - Intruders (Intruders)
- Goya Toledo - Maktub

### Miglior attore rivelazione
- Jan Cornet - La pelle che abito (La piel que habito)
- José Mota - La chispa de la vida
- Marc Clotet - La voz dormida
- Adrián Lastra - Primos

### Migliore attrice rivelazione
- María León - La voz dormida
- Blanca Suárez - La pelle che abito (La piel que habito)
- Michelle Jenner - No tengas miedo
- Alba García - Verbo

### Miglior regista esordiente
- Kike Maíllo - Eva (Eva)
- Paula Ortiz - De tu ventana a la mía
- Paco Arango - Maktub
- Eduardo Chapero-Jackson - Verbo

### Miglior sceneggiatura originale
- Enrique Urbizu e Michel Gaztambide - No habrá paz para los malvados
- Miguel Barros - Blackthorn - La vera storia di Butch Cassidy (Blackthorn)
- Martí Roca, Sergi Belbel, Cristina Clemente e Aintza Serra - Eva (Eva)
- Woody Allen - Midnight in Paris (Midnight in Paris)

### Miglior sceneggiatura non originale
- Ángel de la Cruz, Ignacio Ferreras, Paco Roca e Rosanna Cecchini - Arrugas-Rughe (Arrugas)
- Icíar Bollaín - Katmandú. Un espejo en el cielo
- Pedro Almodóvar - La pelle che abito (La piel que habito)
- Benito Zambrano e Ignacio del Moral - La voz dormida

### Miglior produzione
- Andrés Santana - Blackthorn - La vera storia di Butch Cassidy (Blackthorn)
- Toni Carrizosa - Eva (Eva)
- Toni Novella - La pelle che abito (La piel que habito)
- Paloma Molina - No habrá paz para los malvados

### Miglior fotografia
- Juan Antonio Ruiz Anchía - Blackthorn - La vera storia di Butch Cassidy (Blackthorn)
- Arnau Valls Colomer - Eva (Eva)
- José Luis Alcaine - La pelle che abito (La piel que habito)
- Unax Mendía - No habrá paz para los malvados

### Miglior montaggio
- Pablo Blanco - No habrá paz para los malvados
- David Gallart - Blackthorn - La vera storia di Butch Cassidy (Blackthorn)
- Elena Ruiz - Eva (Eva)
- José Salcedo - La pelle che abito (La piel que habito)

### Miglior colonna sonora
- Alberto Iglesias - La pelle che abito (La piel que habito)
- Lucio Godoy - Blackthorn - La vera storia di Butch Cassidy (Blackthorn)
- Evgueni Galperine e Sacha Galperine - Eva (Eva)
- Mario de Benito - No habrá paz para los malvados

### Miglior canzone
- Nana de la hierbabuena di Carmen Agredano - La voz dormida
- Debajo del limón di Paula Ortiz e Pachi García "Alis" - De tu ventana a la mía
- Nuestra playa eres tú di Jorge Pérez Quintero, Borja Jiménez Mérida e Patricio Martín Díaz - Maktub
- Verbo di Pascal Gaigne e Ignacio Fornés "Nach" - Verbo

### Miglior scenografia
- Juan Pedro de Gaspar - Blackthorn - La vera storia di Butch Cassidy (Blackthorn)
- Laia Colet - Eva (Eva)
- Antxón Gómez - La pelle che abito (La piel que habito)
- Antón Laguna - No habrá paz para los malvados

### Migliori costumi
- Clara Bilbao - Blackthorn - La vera storia di Butch Cassidy (Blackthorn)
- Paco Delgado - La pelle che abito (La piel que habito)
- María José Iglesias García - La voz dormida
- Patricia Monné - No habrá paz para los malvados

### Miglior trucco e/o acconciatura
- Karmele Soler, David Martí e Manolo Carretero - La pelle che abito (La piel que habito)
- Ana López-Puigcerver e Belén López-Puigcerver - Blackthorn - La vera storia di Butch Cassidy (Blackthorn)
- Concha Rodríguez e Jesús Martos - Eva (Eva)
- Montse Boqueras, Nacho Díaz e Sergio Pérez - No habrá paz para los malvados

### Miglior sonoro
- Licio Marcos de Oliveira e Ignacio Royo-Villanova - No habrá paz para los malvados
- Daniel Fontrodona, Marc Orts e Fabiola Ordoyo - Blackthorn - La vera storia di Butch Cassidy (Blackthorn)
- Jordi Rossinyol, Oriol Tarragó e Marc Orts - Eva (Eva)
- Iván Marín, Marc Orts e Pelayo Gutiérrez - La pelle che abito (La piel que habito)

### Migliori effetti speciali
- Arturo Balseiro e Lluís Castells - Eva (Eva)
- Raúl Romanillos, David Heras - Intruders
- Reyes Abades e Eduardo Díaz - La pelle che abito (La piel que habito)
- Raúl Romanillos e Chema Remacha - No habrá paz para los malvados

### Miglior film d'animazione
- Arrugas-Rughe (Arrugas), regia di Ignacio Ferreras
- Carthago Nova, regia di Primitivo Pérez e José María Molina
- Papá, soy una zombi, regia di Ricardo Ramón e Joan Espinach
- The Little Wizard. O mago Dubidoso, regia di Roque Cameselle

### Miglior documentario
- Escuchando al Juez Garzón, regia di Isabel Coixet
- 30 años de oscuridad, regia di Manuel Hidalgo Martín
- El cuaderno de barro, regia di Isaki Lacuesta
- Morente, regia di Emilio Ruiz Barrachina

### Miglior film europeo
- The Artist (The Artist), regia di Michel Hazanavicius
- Jane Eyre' (Jane Eyre), regia di Cary Fukunaga
- Melancholia (Melancholia), regia di Lars von Trier
- Carnage (Carnage), regia di Roman Polański

### Miglior film latinoamericano
- Cosa piove dal cielo? (Un cuento chino), regia di Sebastián Borensztein
- Boleto al paraíso, regia di Gerardo Chijona
- Miss Bala, regia di Gerardo Naranjo
- Violeta se fue a los cielos, regia di Andrés Wood

### Miglior cortometraggio di finzione
- El barco pirata, regia di Fernando Trullols
- El premio, regia di Elías León Siminiani
- Matar a un niño, regia di José Esteban Alenda e César Esteban Alenda
- Meine Liebe, regia di Ricardo Steinberg e Laura Pousa

### Miglior cortometraggio documentario
- Regreso a Viridiana, regia di Pedro González Bermúdez
- Alma, regia di Jose Javier Pérez Prieto
- Nuevos tiempos, regia di Jorge Dorado
- Virgen negra, regia di Raúl de la Fuente

### Miglior cortometraggio d'animazione
- Birdboy, regia di Pedro Rivero e Alberto Vázquez Rico
- Ella, regia di Juan Montes de Oca
- Quién aguanta más, regia di Gregorio Muro
- Rosa, regia di Jesús Orellana

### Premio Goya alla carriera
- Josefina Molina